# Teuvo Moilanen
Pour les articles homonymes, voir Moilanen.
Teuvo Moilanen est un ancien footballeur finlandais né le 12 décembre 1973 à Helsinki. Il évoluait au poste de gardien de but.

## Sélections
- 4 sélections et 0 but avec l'équipe de Finlande.

## Palmarès
Preston North End
- League One
  - Champion (1) : 2000